# Yury Kashirin
Yury Alekseyevich Kashirin (em russo:  Юрий Алексеевич Каширин; nascido em 20 de janeiro de 1959) é um ex-ciclista soviético.

## Carreira olímpica
Competiu pela União Soviética nos Jogos Olímpicos de Verão de 1980 e conquistou a medalha de ouro na prova de contrarrelógio (100 km).